# Olivia Molina
Olivia Tirmarche Molina (Ibiza, Islas Baleares, 25 de septiembre de 1980) es una actriz española perteneciente a la tercera generación de la Familia Molina.

## Biografía
Nieta del cantante Antonio Molina, hija de la actriz Ángela Molina y del fotógrafo francés Hervé Tirmarche. El cine y la música han formado siempre parte de su vida y muy pronto quiso dedicarse al mundo de la interpretación. La primera vez que se puso delante de una cámara fue cuando tenía diez años en un documental sobre arte judío en Toledo, en donde interpretaba a una niña que recorría la ciudad sefardí.
Estudió interpretación en Londres y en la escuela de Arte Dramático de Juan Carlos Corazza. Su primera película es Jara (2000), de Manuel Estudillo, en la que trabaja junto a su madre y otros actores populares como Juan Echanove, María Isbert o Javier Gurruchaga. A esta le seguiría School Killer (2001), de Carlos Gil.
Debuta en televisión el verano del año 2000 encarnando a Nadine en la serie Al salir de clase, en la que participa hasta 2001.
También participa en montajes teatrales como La casa de Bernarda Alba; Fashion feeling music, junto a sus compañeros de Al salir de clase Cristina Castaño, Marta Solaz, Octavi Pujades y Fran Perea y El adefesio, obra de Rafael Alberti en cuyo reparto figuran Manuel Galiana y María Luisa Merlo, entre otros.
En 2003 aparece en el videoclip de Insoportable, del disco Estados de ánimo de El Canto del Loco.
En 2005 coincide con Ángela Molina en un montaje de El graduado, novela famosa por la película homónima de Mike Nichols en la que madre e hija rivalizan por el amor de un hombre joven. Además, con el Centro Dramático Nacional ha representado las obras De repente, el último verano (2006), de Tennessee Williams y Un enemigo del pueblo (2007), de Henrik Ibsen.
Entre 2005 y 2006 forma parte del elenco de A tortas con la vida, junto a Armando del Río y Blanca Oteyza, donde interpreta a Mónica durante las dos temporadas de la serie.
En 2007 regresa a la pequeña pantalla como protagonista femenina de El síndrome de Ulises, de Antena 3 TV, interpretando a Reyes Almagro durante tres temporadas.
Un año más tarde participa en el documental Freedomless, de Xoel Pamos. En cine rueda la película argentina Yo soy sola, de Tatiana Mereñuk.
En 2009 protagoniza la comedia de Joaquín Oristrell Dieta mediterránea, junto a Paco León y Alfonso Bassave. Además, protagoniza la miniserie de antena 3 basada en hechos reales Un burka por amor junto a Rafael Rojas.
Entre 2010 y 2011 da vida a Verónica Lebrón, profesora de literatura en la serie juvenil de Antena 3 Física o Química desde la temporada 5 hasta la séptima y última. En 2011 también estrena la película Memoria de mis putas tristes dirigida por Henning Carlsen y basada en la novela de Gabriel García Márquez.
En 2012 participa en la primera temporada de la serie de Antena 3 Luna, el misterio de Calenda interpretando a Olivia, la secretaria judicial del juzgado, junto a Belén Rueda y Marc Martínez.
En octubre de 2015 se confirma que protagonizará la segunda temporada de la serie Bajo sospecha. El 12 de enero de 2016 se estrena la segunda temporada de la serie donde interpreta a la Doctora Belén Yagüe.
En junio de 2017 se anuncia su participación en la sexta temporada del serial de sobremesa de Antena 3 Amar es para siempre interpretando a Vicky.
En diciembre de 2018 se anunció que protagonizaría la nueva serie Antena 3 La valla ambientada en el Madrid del año 2045, interpretando a Julia.
En marzo de 2024 se anunció que formaría parte del reparto de Regreso a Las Sabinas, la primera serie diaria de una plataforma en streaming para Disney+ junto con Celia Freijeiro, Andrés Velencoso, Ángela Molina, entre otros.

## Filmografía

### Películas
| Año  | Película                     | Personaje        |
| ---- | ---------------------------- | ---------------- |
| 2000 | Jara                         | Jara             |
| 2001 | School Killer                | María            |
| 2003 | Ausias March                 | Isabel Martorell |
| 2008 | Yo soy sola                  | Lina             |
| 2009 | Dieta mediterránea           | Sofía            |
| 2011 | Memoria de mis putas tristes | Casilda Armenia  |
| 2023 | Mi otro Jon                  | Rocío            |

### Series de televisión
| Año       | Serie                        | Personaje                      |
| --------- | ---------------------------- | ------------------------------ |
| 2000-2002 | Al salir de clase            | Nadine Martín                  |
| 2005-2006 | A tortas con la vida         | Mónica                         |
| 2007-2008 | El síndrome de Ulises        | Reyes Almagro                  |
| 2009      | Un burka por amor            | María                          |
| 2010-2011 | Física o química             | Verónica Lebrón Cervantes      |
| 2012-2013 | Luna, el misterio de Calenda | Olivia Pando                   |
| 2016      | Bajo sospecha                | Dra. Belén Yagüe Sotelo        |
| 2017-2018 | Amar es para siempre         | María Victoria "Vicky" Herrero |
| 2020      | La valla                     | Julia / Sara Pérez Noval       |
| 2024-2025 | Regreso a Las Sabinas        | Paloma Molina Montalbo         |
| 2025      | El mejor infarto de mi vida  | Concha                         |

### Publicidad
| Año  | Spot/Anuncio      | Junto a       | Notas                                   |
| ---- | ----------------- | ------------- | --------------------------------------- |
| 2011 | Vive Soy          | Mónica Molina |                                         |
| 2014 | Kellogg's         |               | Amadrinó la campaña solidaria           |
| 2015 | Relec             |               | Campaña contra la Malaria en Mozambique |
| 2016 | Anuncio de Tintes | Sara Escudero | Con la serie Bajo Sospecha              |

## Obras de teatro
- Perfectos desconocidos (2018-2020)[20]
- Las amazonas (2018)
- Tristana (2017).
- Todo es mentira (2016).
- Un enemigo del pueblo (2007).
- De repente, el último verano (2006).
- El graduado (2005).
- El adefesio (2003).
- Fashion feeling music (2001).
- La casa de Bernarda Alba (2000).

## Vida privada
Olivia es la mayor de seis hermanos, hija de la actriz Ángela Molina y del fotógrafo y realizador francés Hervé Tirmarche, nieta del cantante Antonio Molina y sobrina de Paula, Miguel, Mónica y Noel Molina.
Desde 2010 es pareja del también actor Sergio Mur, se conocieron trabajando en la serie Física o Química.
En agosto de 2012 nació su primera hija en común llamada Vera. En marzo de 2015 dan la bienvenida a su segundo hijo, un niño llamado Eric.